# Pardonne-moi (chanson de Mylène Farmer)
Pour les articles homonymes, voir Pardonne-moi.
Singles de Mylène Farmer
C'est une belle journée
(2002) Fuck Them All
(2005)
Pardonne-moi est une chanson de Mylène Farmer, sortie en single le 21 octobre 2002 en tant que troisième et dernier extrait de la compilation Les mots.
Écrite par Mylène Farmer et composée par Laurent Boutonnat, cette ballade mélancolique est beaucoup plus sombre et beaucoup moins commerciale que les deux précédents singles (Les mots en duo avec Seal et C'est une belle journée).
Réalisé par Laurent Boutonnat, le clip en noir et blanc présente la chanteuse en religieuse en train de prier, tantôt aveugle, tantôt en lutte contre ses pulsions.
Bien qu'elle soit moins facile d'accès, la chanson atteint tout de même la 6e place du Top 50, tandis que le Best of Les mots devient la meilleure vente de compilations de l'année 2002.

Mylène Farmer est alors élue « Artiste féminine de l'année » aux NRJ Music Awards pour la quatrième année consécutive.

## Contexte et écriture
Sorti en novembre 2001, le premier Best of de Mylène Farmer, Les mots, bat tous les records de vente : meilleure vente de l'année 2001, cette compilation sera également la meilleure vente de l'année 2002.
Écoulé à deux millions d'exemplaires, ce disque demeure le Best of le plus vendu pour une artiste française.
Cette compilation comprend trois inédits : Les mots en duo avec Seal, C'est une belle journée et Pardonne-moi.

Les deux premiers, sortis en single respectivement en novembre 2001 et en avril 2002, ont connu un grand succès, étant tous les deux couronnés d'un disque d'or.
Une sortie en single est alors programmée pour le dernier inédit, Pardonne-moi.
Composée par Laurent Boutonnat et écrite par Mylène Farmer, cette ballade mélancolique, qui débute par quelques notes de piano, est beaucoup plus sombre et beaucoup moins facile d'accès que les deux précédents singles.

Relatant une histoire d'amour trop forte (« Pardonne-moi la profondeur de mon amour pour toi »), la chanteuse écrit un texte romantique (« Tes silences effleuraient du bout des doigts tous mes sens, aurons-nous un autrefois ? », « Qu'avons nous fait de bien après l'effort ? Deux corps, un sort », « Je l'imagine encore au creux de moi, je veux plonger dans son cœur »), abordant l'univers du conte de fées (« Nos chaque jour : "il était une fois" ») et évoquant plusieurs Princes (« Prince hongrois », « Prince aurore », « Prince arabe », « Prince noir »).

## Sortie et accueil critique
Le single sort le 21 octobre 2002 dans une pochette présentant une photo en noir et blanc de Mylène Farmer, signée Ellen von Unwerth.

### Critiques
- « Une somptueuse ballade "Farmerienne". » (Tribu Move)[6]
- « "L'ange roux" utilise une nouvelle fois les ingrédients qui font son succès : une voix énigmatique posée sur des textes sombres et mélancoliques. » (Fan 2)[7]
- « Une mélodie douce et triste, avec un texte délicieux et mélancolique où elle revisite les Mille et Une Nuits sur un rythme énigmatique. » (Star Club)[8]
- « Une mélodie efficace, une voix évanescente et un texte qu'on peut interpréter de mille et une façons : la recette Mylène Farmer a encore frappé. » (Télé Magazine)[9]
- « Une très belle chanson d'amour mélancolique où Mylène utilise, en partie, l'imagerie du conte de fées. »[5]
- « Un titre plus sombre, nettement moins "tubesque" que les deux précédents. »[10]

## Vidéo-clip

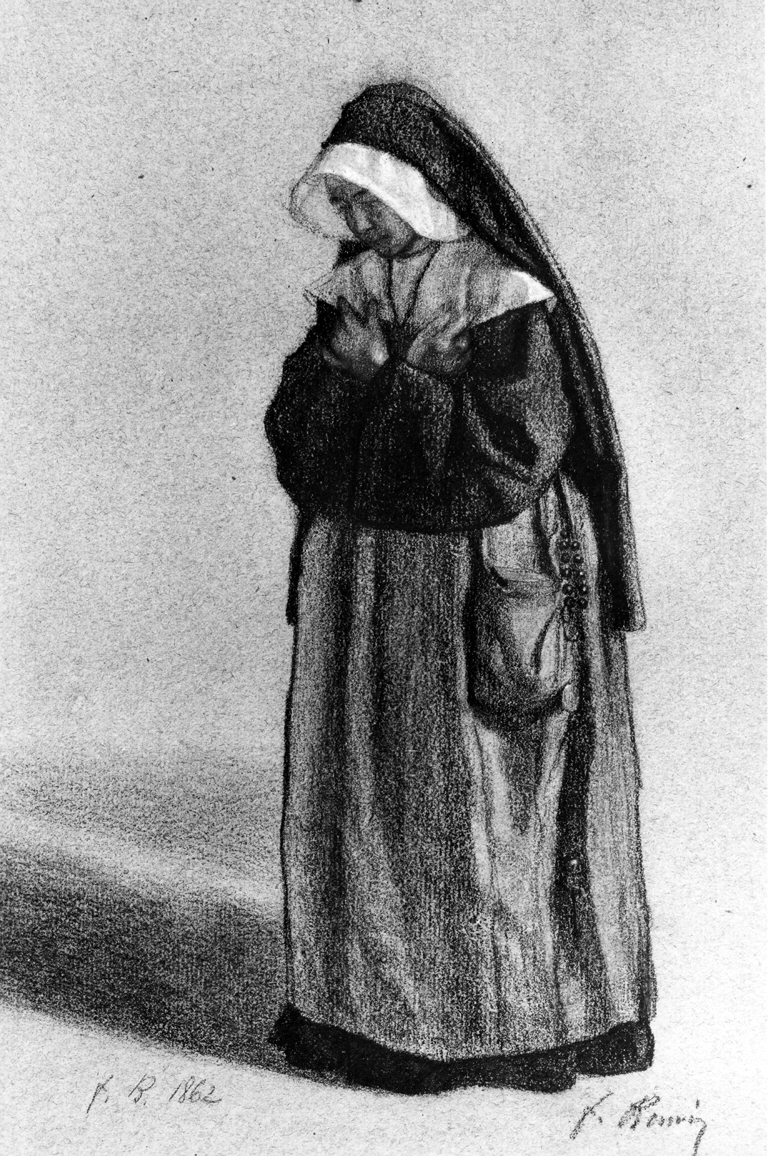
Tableau de François Bonvin présentant une religieuse en train de prier.

Réalisé par Laurent Boutonnat, le clip a été tourné aux Studios SETS en deux jours en septembre 2002.
Dans cette vidéo en noir et blanc, la chanteuse est présentée comme une religieuse en train de prier et de se confesser. Parfois aveugle, celle-ci semble lutter contre ses pulsions, fantasmant sur un mystérieux cavalier. Un serpent apparaît alors, symbolisant le péché et rappelant Nahash dans le jardin d’Éden.

### Sortie et accueil
Le clip est diffusé à la télévision à partir de la mi-octobre 2002.
- « Un clip d'une grande sobriété. »[10]
- « L'image noir et blanc est particulièrement belle, bénéficiant d'une lumière finement soignée. »[12]
- « Un beau clip qui n'est pas sans rappeler Ainsi soit je.... »[5]
- « Le clip se distingue par la remarquable qualité de sa réalisation. Laurent Boutonnat semble avoir atteint ici le sommet de son art. »[13]

## Promotion
Mylène Farmer n'effectue aucune promotion pour la sortie de ce single.

## Classements hebdomadaires
Dès sa sortie, le titre atteint la 6e place du Top Singles, dans lequel il reste classé durant 17 semaines (dont 6 semaines dans le Top 50).
| Classement (2002)          | Meilleure position |
| -------------------------- | ------------------ |
| Belgique - Wallonie        | 7                  |
| Europe                     | 21                 |
| France (Ventes)            | 6                  |
| France (Radios nationales) | 22                 |
| France (Radios locales)    | 7                  |
| France (TV)                | 29                 |
| Suisse                     | 45                 |

## Liste des supports
| 1. | Pardonne-moi                        | 4:30 |
| 2. | Pardonne-moi (Dark Side of the Mix) | 4:39 |
| 3. | Pardonne-moi (instrumental)         | 4:30 |

| A. | Pardonne-moi (Forgiveness Club Remix) | 6:36 |
| B. | Pardonne-moi                          | 4:30 |

## Crédits
- Paroles : Mylène Farmer
- Musique : Laurent Boutonnat
- Programmation, claviers et arrangements : Laurent Boutonnat
- Guitare : Slim Pezin
- Basse : Michel Alibo
- Batterie : Abraham Laboriel Junior et Karim Ziad
- Arrangement cordes : Jean-Jacques Charles
- Mixage : Bertrand Châtenet
- Prise de son : Bertrand Châtenet, Jérôme Devoise et Rik Pekkonen[22]

## Interprétations en concert
Pardonne-moi n'a jamais été interprétée en concert.

## Albums et vidéos incluant le titre

### Albums de Mylène Farmer
| Année | Album    | Version       | Durée | Certifications de l'album  |
| 2001  | Les mots | Version Album | 4:30  | Diamant · 2 × Platine · Or |

### Vidéos de Mylène Farmer
| Année | Vidéo                             | Version    | Durée | Certifications de la vidéo |
| 2006  | Music Videos IV                   | Vidéo-clip | 4:15  | -                          |
| 2021  | Les clips - L'intégrale 1999-2020 | Vidéo-clip | 4:15  | -                          |